# Geosinkrona orbita
Geosinkrona orbita (eng. geosynchronous orbit 'GSO') je direktna, kružna orbita umjetnog satelita oko nebeskog tijela kojoj period ophoda satelita jednak periodu rotacije nebeskog tijela oko svoje osi.
Geosinkrona kao i geostacionarna orbita (GEO) su orbite iznad Zemlje na visini od 35 786 km koje se poklapaju se s Zemljinim sideričkim danom (otprilike 23 sata i 56 minuta). Poluos svih geosinkronih i geostacionarnih orbita je 42 164 km. 
Geostacionarna orbita je geosinkrona orbita u kojoj je kut orbitalne inklinacije između satelita i nebeskog tijela jednak 0, pa je satelit uvijek iznad iste točke na ekvatoru tijela.

## Vanjske poveznice
- Nasa.gov: Geosynchronous Orbit
- Science Presse data on Geosynchronous Orbits (including historical data and launch statistics)
- ORBITAL MECHANICS (Rocket and Space Technology)